# Jacob Bouttats

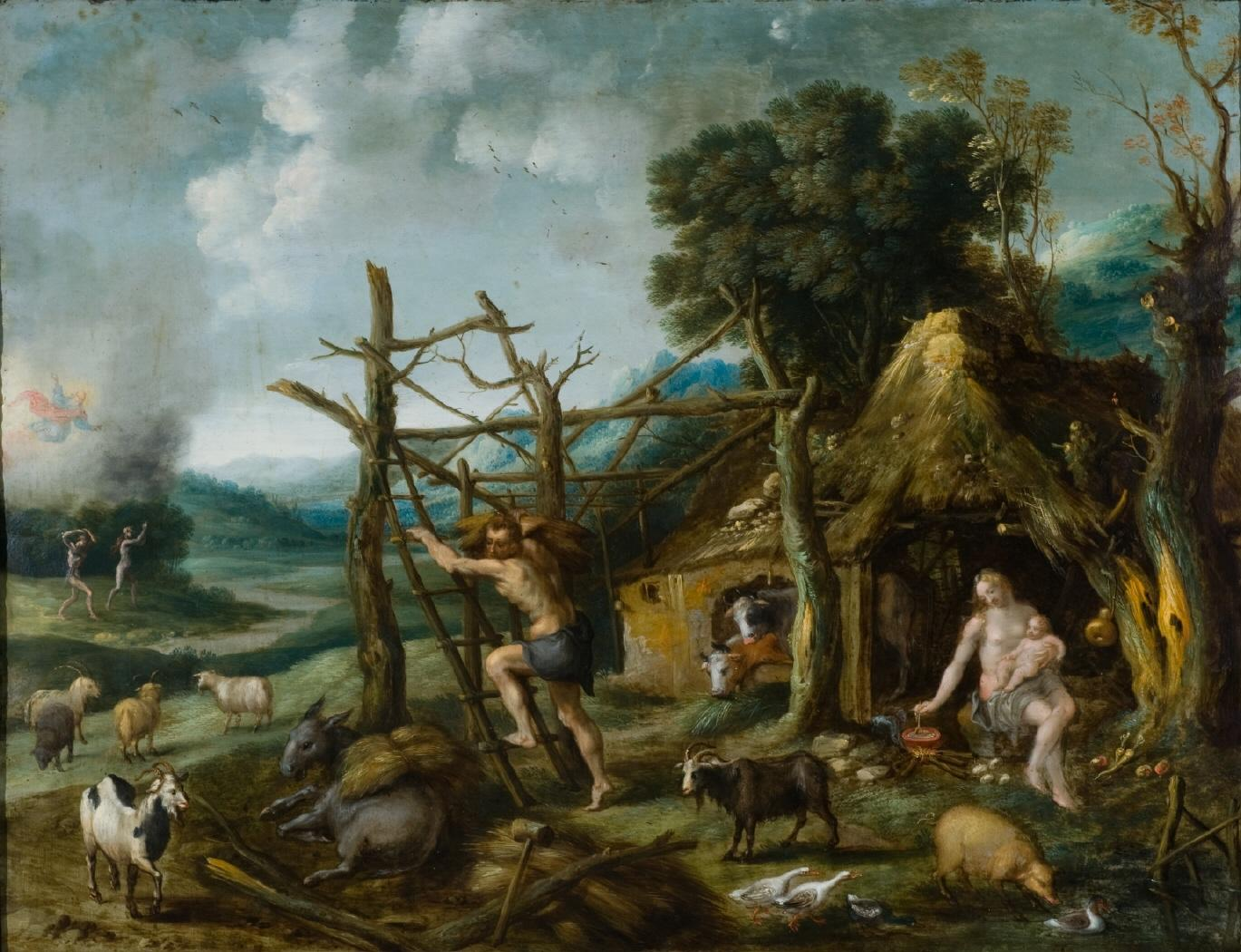
Expulsión del Paraíso, óleo sobre cobre, 104,3 x 127,7 cm, Pamplona, Museo de Navarra.

Jacob Bouttats fue un pintor barroco flamenco. Hijo y discípulo de Frederik Bouttats I, pintor de Amberes, se le documenta en 1700 cuando firmó y fechó una tabla con la Creación de Adán y Eva conservada en Bamberg, Bamberg Schlossgalerie.
Seguidor de Jan Brueghel el Viejo, se especializó en la pintura de paisajes con escenas bíblicas pobladas de pequeñas figuras y animales (Múnich, Alte Pinakothek; Dijon, Musée des Beaux-Arts). Una serie de doce cobres dedicados a la creación del mundo conforme al relato del Génesis, desde la separación de la luz y las tinieblas hasta la descendencia de Adán conserva el Museo de Navarra. Firmado I.B. alguno de ellos, los doce cobres proceden del convento de la Merced de Pamplona al que fueron legados por fray Sebastián de Velasco, general de la Orden de la Merced, enterrado el 25 de julio de 1682 en la capilla del Santo Cristo de su iglesia, en la que permanecieron hasta la desamortización del convento en 1836. Otros cuatro cobres se conservan en la Casa Museo de Jovellanos también ilustrando pasajes bíblicos.